# 清河 (酒)
清河（チョンハ、청하）は大韓民国でロッテ七星飲料が製造する清酒。

## 概要
原料米には利川盆地のアキバレなどを用いて精米歩合72%とし、ニホンコウジカビを麹菌として発酵させ醸造している。日本酒度は+3、酸度は4.0で、酸味があって朝鮮料理に合うとされる。
1985年に斗山グループは清酒メーカー白花酒造を買収してマーケティングを改革し、従来韓国では燗酒が基本となっていた清酒について冷酒として飲む清河を1986年に発売した。1990年代に韓国で清河は大ヒットし、競合清酒メーカーであった金冠と朝海が1990年代末に清酒の製造を停止し、白花酒造が大手として唯一の清酒メーカーになる原動力となった。斗山グループは2009年に酒類事業を韓国ロッテに売却。2016年度には12,115キロリットルがロッテ七星飲料の群山工場で生産され、韓国の清酒としては最大の生産量となっている。